# ビョウ常在

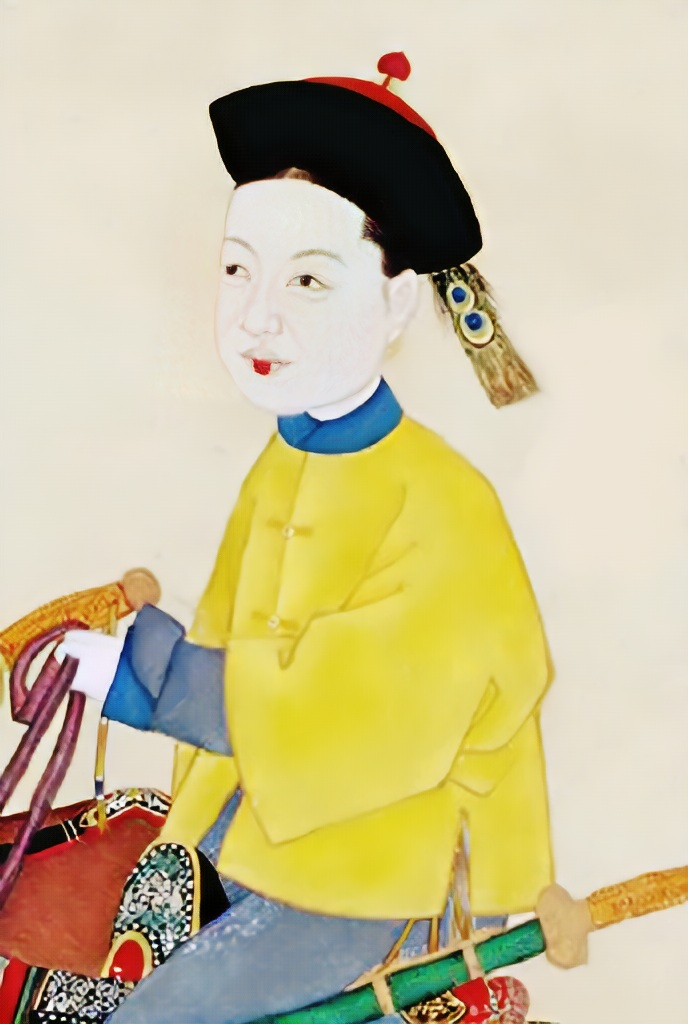
玶常在(当時は英嬪)

玶常在（19世紀? - 咸豊6年（1856年）7月15日）、姓はワルカ・イルゲンギョロ氏（瓦爾喀伊爾根覚羅氏）。満洲正黄旗の出身。元国子監祭酒の彦昌の長女、都察院筆帖式の英淳の孫娘、兵部尚書の成格の曾孫娘。清の咸豊帝の妃嬪・常在（五等の妃位）であった。

## 生涯
咸豊2年（1852年）、外八旗の秀女選抜で選ばれ、英嬪として入宮した。
同年3月15日、敬事房（宮中の詔勅伝達・雑務担当機関）より口頭で詔が伝えられた。
```
「神武門の西、第一の門の他坦を英嬪に下賜する。」
```

3月25日にはさらに詔があり、
```
「養心殿東暖閣の寝宮の間から倒環頂黒漆架の銅製二針時計を取り外し、英嬪に下賜する」
```

とされた。
4月26日、英嬪は宮中に仕える少女6名を選出し、翌日、本家の者が彼女たちを円明園に連れて行った。9月5日、咸豊帝とその後宮の妃嬪たちは円明園から静宜園へ行幸し、9月10日に円明園へ戻った。同年11月7日、英嬪として正式に冊封された。
咸豊3年（1853年）9月2日、敬事房の宦官が伝えた。
```
「英嬪は
雲嬪
の次位にあることを特記する」
```

しかし翌日、何らかの事情により伊貴人へ降格され、春貴人とともに位を下げられた。
咸豊5年（1855年）1月4日、雲嬪武佳氏が逝去。彼女の金棺は1月10日に田村の殯宮に移され仮安置された。懿嬪など内廷の主だった妃嬪たちは吉安所に赴き、伊貴人は吉安所から田村に向かい、その日のうちに宮中へ戻った。
2月24日、再び降格され伊常在となり、同年10月以降、さらに降格され伊答応となった。
咸豊6年（1856年）、伊答応は病を患い、5月25日に玶常在へ昇格したが、7月15日寅の刻に薨去した。翌16日巳の刻に棺に納められ、19日巳の刻に初祭、25日辰の刻に西花園から田村西耳殿へ仮安置のため移され、27日卯の刻に正式な葬儀が執り行われた。
同治4年（1865年）9月25日、玶常在は定陵妃園寝に奉安された。

## 家族
玶常在の家系の始祖は赫臣という人物で、大きな功績を挙げ、「三等軽車都尉」などの爵位を授かっていた。しかし、玶常在の家系はその爵位を継承する支流ではなく、入関後は次第に没落した。だが嘉慶年間になって再び家運が興り、玶常在の父の代になると、すでに名門の一員となり、科挙にも優れた成績を残す家柄となっていた。
玶常在の祖父である英淳には5人の息子がいた。長男の端昌（御史、光禄寺少卿などを歴任）は、恩蔭によって官職についたが、それ以外の4人の息子たちは皆、科挙で功名を得ている。
- 次男の廉昌（湖南岳州府知府、員外郎などを歴任）は道光21年の進士。
- 三男の培昌（主事、工部郎中などを歴任）は道光23年の挙人。
- 四男の彦昌（玶常在の父）は道光27年の進士。
- 五男の紹昌（員外郎などを歴任）は道光14年の挙人であった。

## 伝記資料
- 『清史稿』
- 『清実録』